# Kolektywizacja w ZSRR

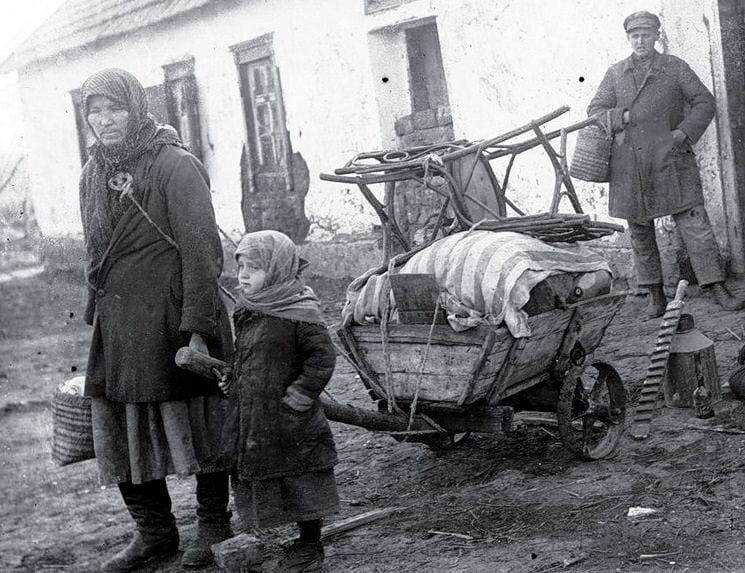
Rodzina wypędzona z domu ok. 1932 (tzw. rozkułaczanie), w czasie kolektywizacji w ZSRR

Kolektywizacja w ZSRR – po utworzeniu ZSRR w 1922 r., początkowo powstawały dobrowolne komuny i zrzeszenia drobnotowarowych producentów rolnych (tzw. artele), które tradycją i sposobami funkcjonowania nawiązywały do rosyjskich wspólnot wiejskich, zwanych obszczinami. Wprowadzony przez Lenina w 1921 r. program gospodarczy Nowej Polityki Ekonomicznej (NEP), przewidywał liberalizację polityki rolnej (odejście od planów nacjonalizacji rolnictwa oraz ograniczony udział kapitału zagranicznego). Od 1925 do 1928 r. rozpoczął się jednak proces odchodzenia od polityki NEP, zakończony w 1929 r. całkowitym zaniechaniem programu, przy jednoczesnym wzmocnieniu nacisku aparatu państwowego w zakresie ekonomicznym i administracyjnym, zmierzającym do procesu wymuszonego tworzenia kołchozów.
W 1929 r. Józef Stalin rozpoczął politykę przymusowej kolektywizacji rolnictwa w ZSRR, mimo sprzeciwu części wpływowych polityków z Biura Politycznego KC WKP(b), zwłaszcza Nikołaja Bucharina i Aleksieja Rykowa (z tzw. prawicowej opozycji w partii bolszewickiej). Proces kolektywizacji przyspieszono w styczniu 1930, głównie w regionach o dużym poziomie produkcji zbożowej, stosując masowy terror wymierzony zwłaszcza w silnych ekonomicznie bogatych chłopów (w propagandzie sowieckiej określanych jako tzw. kułacy). Terror został następnie skierowany również w małorolnych i średniorolnych chłopów, których wraz z rodzinami wysyłano do łagrów lub deportowano na Syberię. W okresie 1930–1932 polityka ta wywołała masowy opór na wsi na obszarze całego ZSRR, zwłaszcza w rejonie północnego Kaukazu – gdzie władze komunistyczne spacyfikowały protesty, wysyłając w ten rejon oddziały bezpieczeństwa wewnętrznego OGPU i Armii Czerwonej, które do 1932 r. spowodowały śmierć ok. 1 miliona przeciwnych kolektywizacji ludzi.

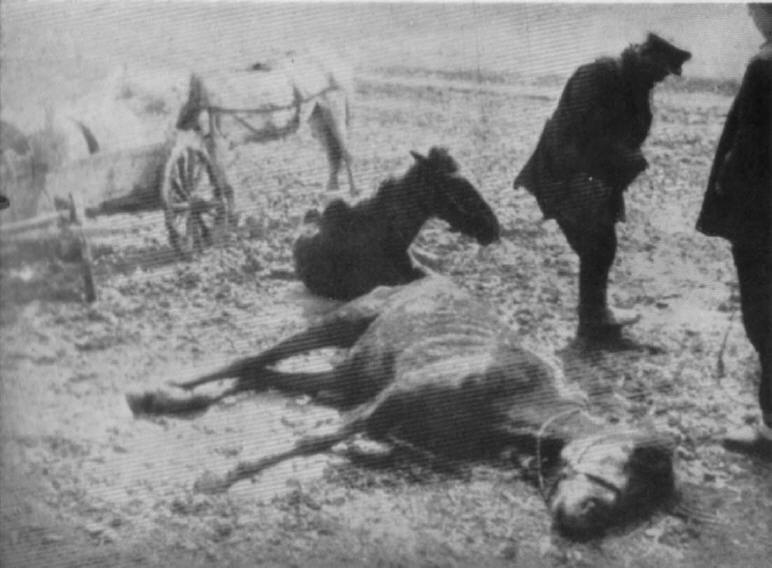
Kolektywizacja – zdychający z głodu koń, okolice Charkowa na Ukrainie w 1933 r.

W latach 1930–1933 kolektywizacja doprowadziła do załamania cyklu produkcyjnego w rolnictwie na Ukrainie, gdzie zwiększone kontyngenty żywnościowe nałożone na wieś i represje władz, spowodowały bojkot kołchozów sowieckich przez ukraińskich chłopów. W odwecie oddziały OGPU niszczyły gospodarstwa i zbiory, blokując dostawy żywności w rejony wiejskie, co w efekcie wywołało klęskę głodu. W czasie tzw. Wielkiego Głodu z lat 1932–1933, poniosło śmierć od 4,5 miliona do 7 milionów ludzi.
Kolektywizację w ZSRR zakończono w latach 1934 (europejska część Rosji, Białoruś i Ukraina) i 1938 (Daleki Wschód). Gospodarstwa przekształcone w państwowe nazywane były w Związku Radzieckim sowchozami, a w spółdzielcze – kołchozami. Różnica była w praktyce semantyczna (istotą kolektywizacji było wywłaszczenie i przekształcenie rolników-gospodarzy w państwowych robotników rolnych – parobków). Przeciwników wprowadzanych przez Stalina zmian zsyłano do obozów Gułagu. Podczas kolektywizacji wszyscy chłopi na terenie ZSRR zostali zmuszeni do oddania swoich gospodarstw i inwentarza. Chłopi bronili się przed kolektywizacją niejednokrotnie z bronią w ręku, masowo wybijali zwierzęta gospodarskie.
Kolektywizacja rolnictwa w ZSRR w efekcie doprowadziła do śmierci ok. 14,5 miliona ludzi, załamania produkcji rolnej, spadku liczebności zwierząt hodowlanych (w tym koni i trzody chlewnej o 50%, w okresie 1929-1933), wprowadzenia form racjonowania żywności, obniżenia stopy życiowej społeczeństwa o 40%. Dodatkowo pseudonaukowe teorie wdrażane od 1948 decyzjami WKP(b), w szczególności tzw. łysenkizm, miały negatywny wpływ na rozwój rolnictwa w ZSRR i przyczyniły się do katastrofalnego stanu radzieckiej produkcji rolnej. W 1953, gdy umarł Józef Stalin, ilość produkowanego mięsa i warzyw w całym ZSRR była niższa niż za cara Mikołaja II. Dopiero pod koniec lat 50. rolnictwo w ZSRR osiągnęło poziom produkcji sprzed rewolucji październikowej roku 1917, jednak bez poprawy wydajności.
W latach 1940–1941 ZSRR narzucił kolektywizację zajętym krajom nadbałtyckim, które siłą zostały włączone do państwa sowieckiego (Litwa, Łotwa, Estonia), a także Mołdawii. W tym okresie ZSRR przeprowadził również kolektywizację na wschodnich terenach II Rzeczypospolitej, zajętych w 1939 r. na mocy postanowień niemiecko-sowieckiego paktu Ribbentrop-Mołotow.
Przymusowa kolektywizacja w wydaniu sowieckim różniła się istotnie od dobrowolnych form spółdzielczości rolnej, przynoszących wymierne efekty ekonomiczne (np. Kasy Stefczyka w Galicji czy kibuce na terenie Palestyny i Izraela).